# Valle de Allende
Valle de Allende oder auch Valle de Ignacio Allende ist eine ca. 4.500 Einwohner zählende Kleinstadt im Süden des mexikanischen Bundesstaats Chihuahua. Der Ort wurde im Jahr 2010 von der UNESCO im Zusammenhang mit dem Camino Real de Tierra Adentro als Weltkulturerbe anerkannt.

## Lage und Klima
Die Kleinstadt Valle de Allende liegt am Westrand der Mapimí-Wüste (Bolsón de Mapimí) gut 250 km (Fahrtstrecke) südöstlich von Chihuahua, der Hauptstadt des Bundesstaats, in einer Höhe von ca. 1590 m; bis nach Mexiko-Stadt sind es ca. 1250 km in südöstlicher Richtung. Das Klima ist gemäßigt bis warm; Regen (ca. 440 mm/Jahr) fällt ganz überwiegend im Sommerhalbjahr.

## Bevölkerung
| Jahr      | 2000  | 2005  | 2010  |
| Einwohner | 3.865 | 3.976 | 4.185 |

Der überwiegende Teil der Bevölkerung ist indianischer Abstammung; zahlreich sind auch Mestizen.

## Wirtschaft
In früheren Zeiten lebten die Bewohner von Allende als Selbstversorger von den Erträgen ihrer Felder und Gärten. Allmählich siedelten sich auch Kleinhändler, Handwerker und Dienstleister aller Art in der Stadt an. Die Landwirtschaft (vor allem der Obstbau) bildet noch immer die Grundlage im Wirtschaftsleben der Gemeinde.

## Geschichte
Der Ort wurde im Jahr 1574 als eine Missionsstation des Franziskanerordens unter dem Namen Valle de San Bartolomé gegründet. Sie lag etwas abseits der großen Silberstraßen im Norden Mexikos.

## Sehenswürdigkeiten
Eine erste Pfarrkirche gab es wohl schon im 16. Jahrhundert; die heutige Kirche San Bartolomé y Nuestra Señora del Rosario entstammt jedoch weitestgehend einem im Jahr 1702 begonnenem Neubau. Bemerkenswert sind das aus Hausteinen gefertigte Portal sowie das Glockengeschoss des Turmaufsatzes. Der einschiffige und von einer auf Schwibbögen ruhenden Holzbalkendecke überspannte Bau verfügt über ein Querhaus und eine Vierungskuppel auf oktogonalem Grundriss.

## Sonstiges
Auf dem Gemeindegebiet von Valle de Allende gingen im 19. und 20. Jahrhundert mehrere große Eisenmeteoriten nieder, von denen einige im Foyer des Palacio de Minería in Mexiko-Stadt zu sehen sind.